# Flota Bałtycka

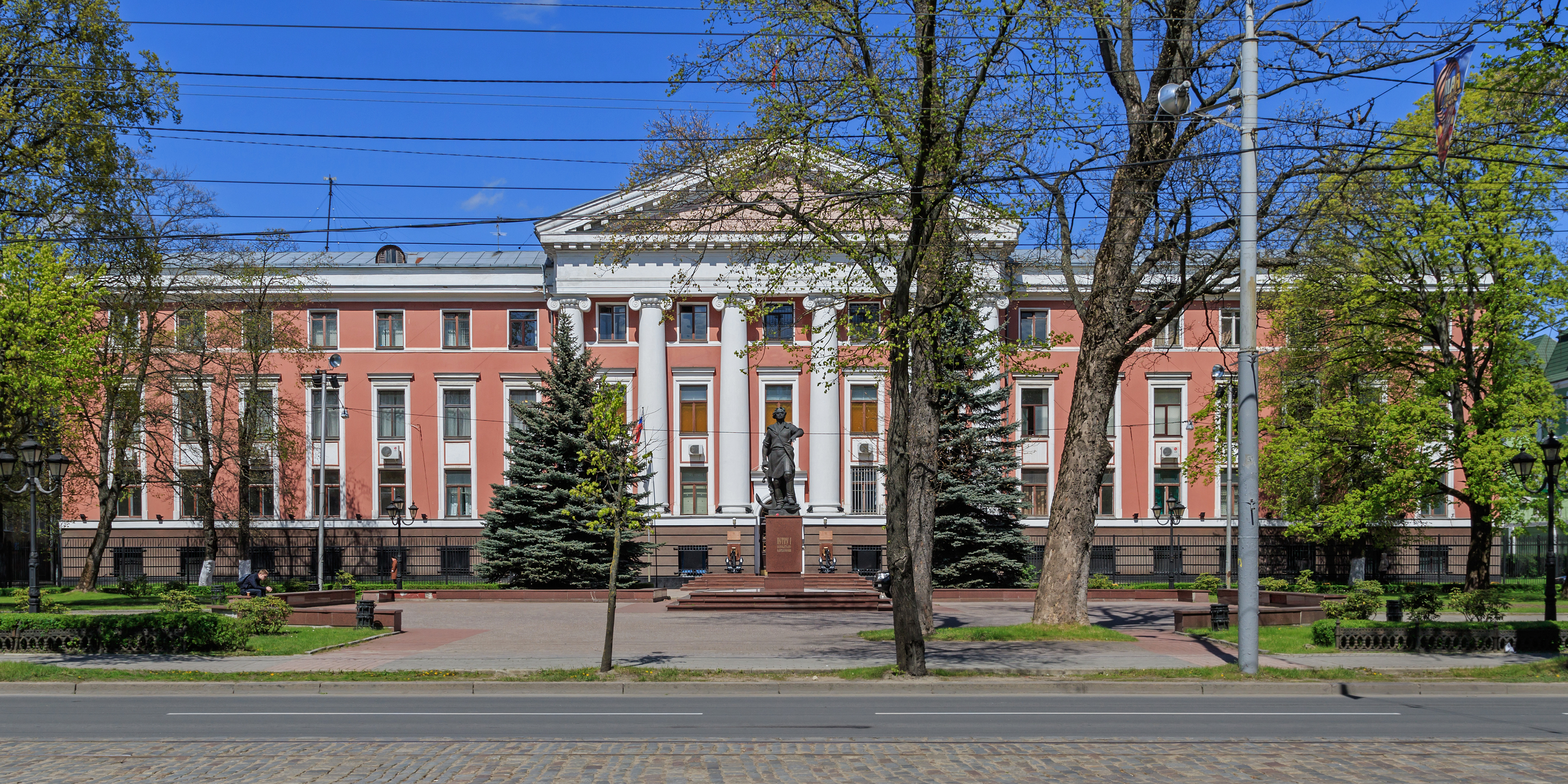
Siedziba dowództwa Floty Bałtyckiej

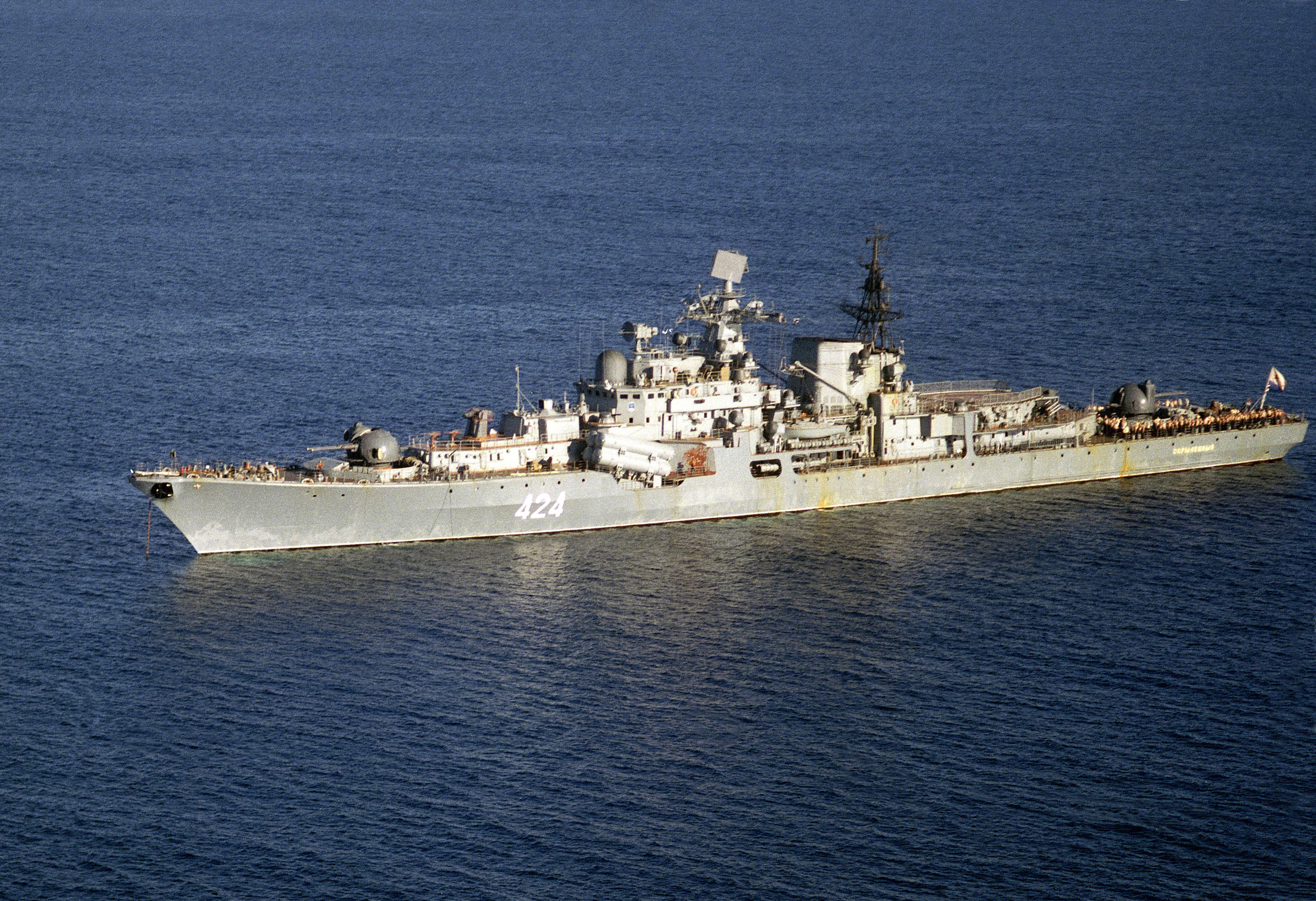
Rosyjski niszczyciel rakietowy typu Sowriemiennyj

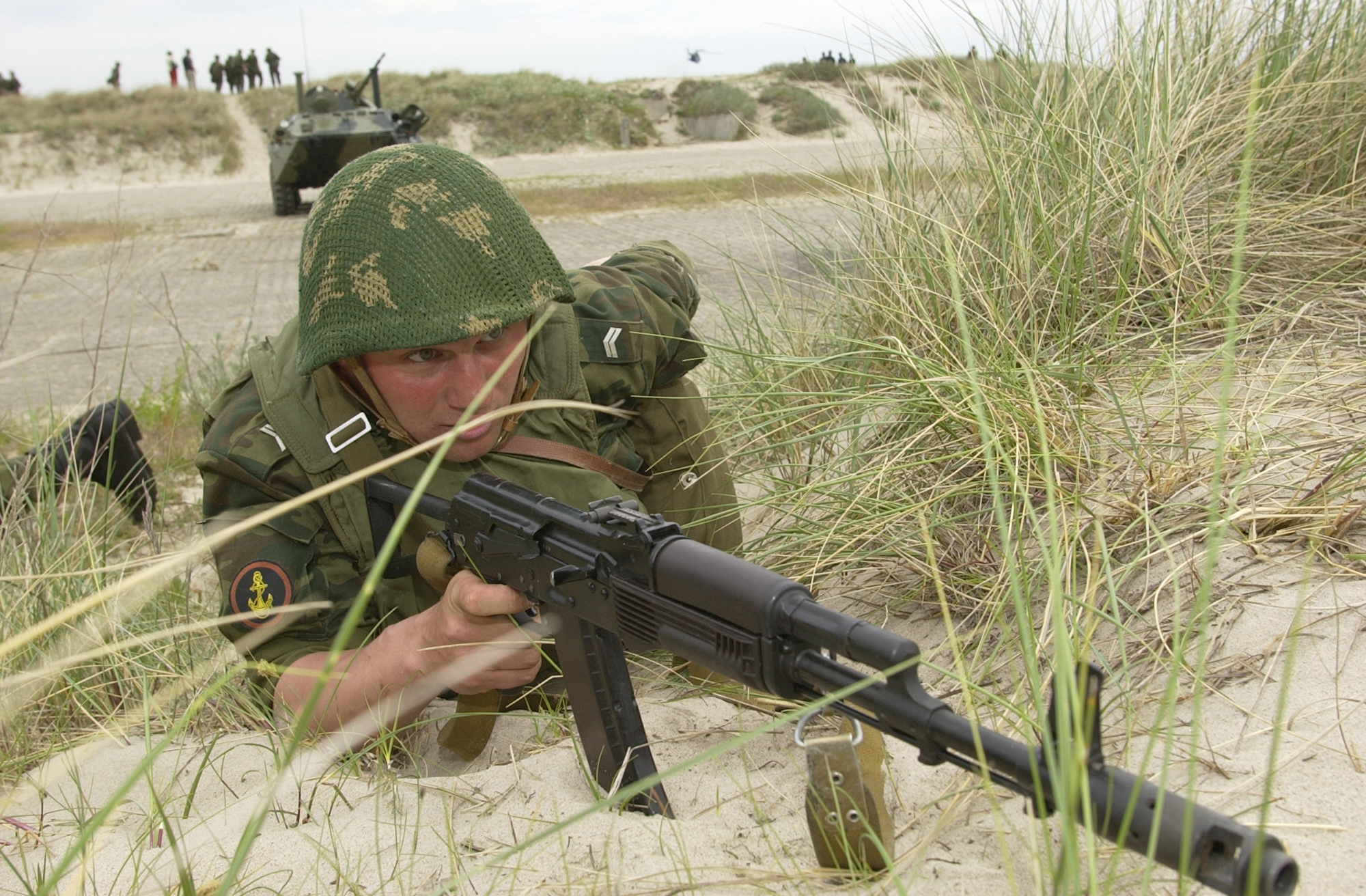
Desant rosyjskiej piechoty morskiej w trakcie ćwiczeń z siłami NATO pod Ustką

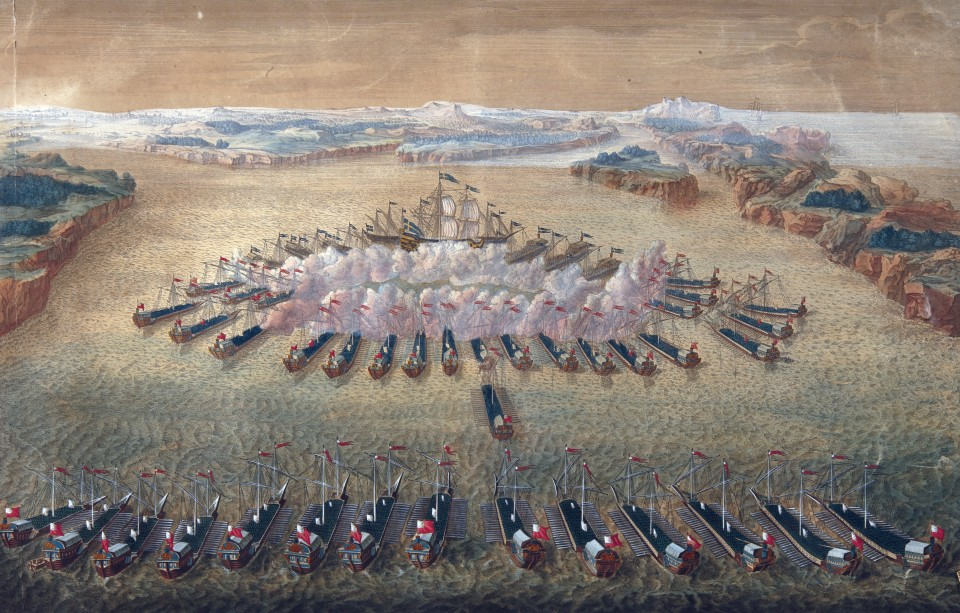
Bitwa pod Gangutem 1714

Flota Bałtycka Marynarki Wojennej Federacji Rosyjskiej (ros. Балти́йский флот ВМФ России) – związek operacyjny Imperium Rosyjskiego, Związku Radzieckiego i Marynarki Wojennej Federacji Rosyjskiej, wydzielony do wykonywania operacji na Morzu Bałtyckim.

## Historia

### Flota Bałtycka carstwa i cesarstwa rosyjskiego

Rosyjska Flota Bałtycka carstwa rosyjskiego została utworzona w czasie III wojny północnej przez cara Piotra Wielkiego w Lodejnoje Pole (ujście rzeki Siaś do jeziora Ładoga) i na rzece Świr w latach 1702–1703. W październiku 1702 Flotylla wiosłowa brała udział w opanowaniu Noteburga (później Szlisselburg). 18 maja 1703 żołnierze rosyjscy na 30 szalupach zdobyli abordażem dwa szwedzkie okręty – 10-działowy „Gedan” i 8-działowy „Astrid”, co uważane jest za pierwszą bitwę Floty Bałtyckiej i dzień jej święta. W 1704 rozpoczęto budowę Admiralskiej Stoczni w Petersburgu. Pierwszymi budowniczymi okrętów majstrowie: F. M. Sklajew, G. Mienszikow, I. Ramberg. Przygotowanie kadr oficerskich dla Floty rozpoczęto w 1701 w Moskwie w Szkole Nawigacyjnej (przeniesiona w 1715 do Petersburga i nazwana Akademią Gwardii Morskiej, a od 1752 Morskim Korpusem Kadetów).
Pierwszym jej dowódcą został holenderski admirał Cornelius Cruys, którego w 1723 zastąpił hrabia generał-admirał Fiodor Apraksin. Od 1703 Flota stacjonowała w nowo wybudowanej bazie w Kronszłog (później Kronsztadzie). Początkowo składała się jedynie z wiosłowych galer i używana była do przeprowadzania desantu piechoty. W ten sposób wojska rosyjskie zdobyły m.in. Szlisselburg (1702). W 1724 cesarska flota bałtycka liczyła już 141 żaglowych jednostek liniowych i kilkaset okrętów wiosłowych.
W czasie III wojny północnej Flota ta przeprowadziła serię udanych rajdów, zdobywając Wyborg, Rewel (obecnie Tallinn), Rygę, Helsinki i Turku. Pierwszymi znaczącymi zwycięstwami morskimi Floty Bałtyckiej były wygrane nad flotą szwedzką w bitwach pod Gangutem (Hanko) w 1714, Ezele (1719) i Grengam w 1720. Flota podchodziła pod wybrzeże Szwecji, wysadzała desanty, niszczyła garnizony twierdz.
W czasie wojny siedmioletniej rosyjska Flota Bałtycka wspierała od strony morza działania wojsk rosyjskich w Prusach Wschodnich i na Pomorzu Zachodnim. W rezultacie wojny północnej Rosja stała się silnym państwem morskim.
W czasie wojny siedmioletniej 1756–1763 eskadra Floty współdziałała z wojskami lądowymi w operacjach na Pomorzu. W 1757 osłaniała zdobycie Kłajpedy, w 1761 przeprowadziła udaną blokadę Kołobrzegu. Zablokowała cieśniny duńskie, uniemożliwiając tym samym wpłynięcie na Bałtyk floty brytyjskiej. Sytuacja międzynarodowa w drugiej połowie XVIII wieku zmusiła Rosję do zwiększenia sił Floty. W latach 1775–1800 było zbudowanych 50 okrętów liniowych, 31 fregat, 168 okrętów bombardujących i pomocniczych, 362 okręty wiosłowe.
Podczas wojny rosyjsko-tureckiej 1768–1774, Flota Bałtycka wpłynęła na Morze Śródziemne i rozbiła w 1770 marynarkę turecką w bitwie pod Czesmą.
W czasie wojny rosyjsko-szwedzkiej 1788–1790, Flota broniła wybrzeża Bałtyku, zrywała ataki Szwedów na Kronsztad i Petersburg, rozbiła flotę szwedzką koło wyspy Gotland (1788), Roshesalme (1789), pod Rewlem (Tallinnem) i Wyborgiem (1790). Po serii zwycięstw Flota Bałtycka poniosła sromotną klęskę w drugiej bitwie pod Svenskund w 1790. Rosjanie stracili w niej 9500 marynarzy i jedną trzecią swej floty.
W wojnach rosyjsko-tureckich przełomu XVIII/XIX wieku Flota brała udział w operacjach morskich na Morzu Śródziemnym, w celu związania walką sił przeciwnika w rejonie ujścia Dunaju i na morzu Czarnym. Walczyła też w czasie wojny o niepodległość Grecji. Rozbiła flotę turecką w bitwie dardanelskiej 1807 oraz bitwie ateńskiej w tym samym roku. Stoczyła z flotą turecko-egipską zwycięską bitwę pod Navarino w 1827.
Sytuacja ekonomiczna Rosji i prowadzone lokalne wojny nie pozwoliły jej na zbudowanie parowej floty przed wojną krymską 1853–1856. Flota Bałtycka do rozpoczęcia tej wojny miała 11 fregat parowych, podczas gdy Francuzi i Anglicy mieli 42 okręty parowe o napędzie śrubowym lub bocznokołowym. Mimo to Flota Bałtycka skutecznie zablokowała w Zatoce Fińskiej połączoną flotę brytyjsko-francuską i osłaniała Sankt Petersburg. W czasie tej wojny były po raz pierwszy zastosowane na Bałtyku miny morskie, wynalezione przez rosyjskiego uczonego B.S. Jakobiego. W 1861 rozpoczęła się budowa pierwszego okrętu pancernego – „Opyt”, a w 1869 zbudowano pierwszy pancernik wieżowy „Piotr Wielikij”. W 1860 zmieniono organizację Floty. Porty podzielono na główne: Kronsztad, Petersburg i pomocnicze: Rewel, Swiborg, a w 1891 Flota została podzielona na dwie dywizje. Utworzono stanowiska naczelnego dowódcy Floty, dowódców portów, dowódcy obrony morskiej Morza Bałtyckiego (od września 1908 dowódca Sił Morskich Morza Bałtyckiego, a od 1909 dowódca Czynnej Floty Morza Bałtyckiego). W końcu XIX wieku Flota Bałtycka miała ponad 250 okrętów. W latach 1902–1903 pojawiły się pierwsze proletariackie organizacje.
W czasie wojny rosyjsko-japońskiej z jednostek Floty Bałtyckiej została sformowana II Eskadra Pacyfiku pod dowództwem admirała Zinowija Rożestwienskiego, a następnie także III Eskadra. Formacje te opłynęły Afrykę, Indie i Indochiny i 28 maja 1905 zostały doszczętnie rozbite przez flotę japońską w bitwie pod Cuszimą.
W chwili rozpoczęcia I wojny światowej, Flota Bałtycka miała 4 starsze pancerniki (przeddrednoty), 6 krążowników pancernych i 4 krążowniki pancernopokładowe, 50 niszczycieli (w większości przestarzałych), 25 torpedowców, 7 stawiaczy min, 11 okrętów podwodnych (w większości przestarzałych), 7 kanonierek i okręty pomocnicze. Została wycofana z wysuniętych baz w Tallinnie i Helsinkach do Kronsztadu. Została w latach 1914–1918 uzupełniona 4 nowoczesnymi pancernikami (drednotami) typu Gangut, a także 17 nowoczesnymi niszczycielami oraz okrętami podwodnymi. Flota prowadziła minowanie akwenów, operacje u wybrzeża przeciwnika i na komunikacjach. Flota straciła 36 okrętów bojowych. Zablokowana przez cesarską flotę niemiecką nie odegrała większego znaczenia.

### Flota Bałtycka Marynarki Wojennej Rosji radzieckiej i ZSRR

Bandera Marynarki Wojennej ZSRR

Flota Bałtycka Marynarki Wojennej ZSRR (ros. Дважды Краснознамённый Балтийский флот Flota Bałtycka dwukrotnie odznaczona Orderem Czerwonego Sztandaru) – związek operacyjny marynarki radzieckiej istniejący w latach 1917–1991; od lutego 1946 do stycznia 1947 – Flota Północno-Bałtycka (Северо-Валтийский флот), od stycznia 1947 do stycznia 1956 – 8 Flota Marynarki Wojennej; Główna Baza Marynarki Wojennej – Tallinn. Równolegle od lutego 1946 do stycznia 1947 Flota Południowo-Bałtycka, od stycznia 1947 do stycznia 1956 4 Flota Marynarki Wojennej; Główna Baza Marynarki Wojennej – Bałtijsk .
W 1915 w Kronsztadzie zostało utworzone Centrum Organizacji Bolszewickiej Floty Bałtyckiej. W czasie rewolucji lutowej 1917 marynarze Floty przeszli na stronę rewolucji (w lecie 1917 uczestniczyło w rewolucyjnych organizacjach ok. 12 tys. marynarzy). We wrześniu – październiku marynarze bronili Piotrogradu. Po rewolucji 1917 marynarze Floty Bałtyckiej uczestniczyli w wojnie domowej. Około 20 tys. marynarzy walczyło w składzie formacji lądowych. W okresie luty – maj 1918 siły główne Floty Bałtyckiej wykonały tzw. Lodowe przejście Floty Bałtyckiej z portów Rewel (Tallinn) i Helsingfors (Helsinki) do Kronsztadu w celu jej ratowania przed przejęciem przez Niemców. W 1919 Flota walczyła w obronie Piotrogrodu. Popierając bolszewików, stanowiła najbardziej radykalny element tworzonych rad robotniczych i żołnierskich. W 1920 Rada Pracy i Obrony podjęła decyzje o odbudowie Floty. Do floty było skierowanych ok. 700 starych marynarzy bolszewików.
Jednak już wkrótce wybuchło w 1921 powstanie w Kronsztadzie, zorganizowane przez rozczarowanych terrorem bolszewików marynarzy Floty Bałtyckiej. Powstanie zostało krwawo stłumione. W 1928 flota została wyróżniona orderem Czerwonego Sztandaru. W okresie międzywojennym Flota była przezbrajana w nowe okręty. Wyposażono ją w samoloty, działa obrony wybrzeża dalekiego zasięgu. W latach trzydziestych sztab i bazy Flota Bałtycka stały się organizatorem Floty Północnej i Floty Oceanu Spokojnego. Flota Bałtycka była najsilniejszą z radzieckich flot.
Flota ta wzięła udział w wojnie radziecko-fińskiej, ostrzeliwując fińskie baterie nadbrzeżne. Flota współdziałała z wojskami Leningradzkiego Okręgu Wojskowego w natarciu na przesmyku Karelskim. Lotnictwo Floty przeprowadziło bombardowanie cywilnej ludności Helsinek.
W czasie II wojny światowej, w chwili ataku Niemiec w czerwcu 1941 roku Flota Bałtycka liczyła: 2 pancerniki, 2 krążowniki, 21 niszczycieli, 69 okrętów podwodnych, 6 stawiaczy min, 33 trałowce, 7 dozorowców, 2 kanonierki, 48 kutrów torpedowych i mniejsze jednostki pomocnicze oraz 659 samolotów. Już w pierwszych tygodniach walk flota poniosła dotkliwe straty w okrętach, przede wszystkim od niemieckich min, a także lotnictwa, okrętów podwodnych i kutrów torpedowych, przy braku starć z większymi okrętami przeciwnika. W związku z szybkimi postępami wojsk niemieckich zaszła konieczność ewakuacji baz w Lipawie, Windawie i Rydze, a w końcu Tallinna. W czasie ewakuacji z głównej bazy w Tallinie pod koniec sierpnia, Flota poniosła bardzo ciężkie straty w okrętach (zatopionych przez miny i lotnictwo 68 okrętów i statków, w tym: 5 niszczycieli, 3 dozorowce, 5 trałowców, 2 okręty podwodne, 46 transportowców) oraz ludziach. Ocalałe siły były ewakuowane do twierdzy Kronsztad chroniącej Leningrad. Dalsze straty, w tym trzy niszczyciele, pociągnęła ewakuacja bazy Hanko między 26 października a 3 grudnia 1941 roku.
Kolejne ciężkie straty w okrętach przyniosła blokada Leningradu, w trakcie której garnizon Kronsztadu był wysuniętą placówką oblężonego miasta w latach 1941–1943. Okręty Floty uczestniczyły w obronie miasta jako pływająca artyleria, a 68 000 marynarzy zostało skierowanych do walk na lądzie. We wrześniu 1941 Kronsztad stał się celem intensywnych ataków lotnictwa i artylerii. Zmasowane naloty przeprowadzane zostały 19, 21, 22, 23 i 27 września. Mimo bardzo silnej obrony przeciwlotniczej Flota straciła wówczas około połowy jednostek. Zatonęły m.in. pancernik „Marat” (ze stratą 326 członków załogi), nieukończony krążownik „Pietropawłowsk”, lider (niszczyciel) „Minsk” i inne okręty, a więcej zostało uszkodzonych, w tym drugi pancernik „Oktiabrskaja Riewolucyja”. Łącznie w pierwszym roku wojny Flota straciła m.in. 1 pancernik, 17 niszczycieli, 27 okrętów podwodnych, 4 dozorowce, 47 trałowców, 3 stawiacze min, 2 kanonierki, 23 kutry torpedowe, a szereg innych okrętów odniósł poważne uszkodzenia. Flota Bałtycka również stawiała w tym czasie liczne miny w Zatoce Fińskiej, na których zatonęło kilka jednostek przeciwnika, lecz w większości wysiłek ten był bezcelowy, gdyż Niemcy nie zamierzali podejmować prób podejścia morskiego do Kronsztadu.
Po zablokowaniu większych jednostek w Kronsztadzie, główną ofensywną aktywnością Floty Bałtyckiej stała się od 1942 roku wojna podwodna, lecz prowadzona w ograniczonym zakresie z uwagi na ograniczone siły własne i dużą trudność wyjścia na Bałtyk. Na skutek rozbudowy niemieckich zagród minowych w Zatoce Fińskiej i utworzenia niemiecko-fińskich rubieży przeciwpodwodnych, z sieciami zagrodowymi i linią patroli, wychodzenie na patrole radzieckich okrętów podwodnych stało się bardzo niebezpieczne. Pomimo dużych strat, ich załogi odnosiły też pewne sukcesy w zwalczaniu niemieckiej żeglugi; aktywne było też lotnictwo Floty Bałtyckiej. Mimo to, w 1942 roku flota radziecka spowodowała stratę mniej niż 1% ładunków transportowanych przez Bałtyk. Angażowała jednak na tym akwenie pewne siły niemieckie do osłony konwojów. Wzmocnienie rubieży przeciwpodwodnej od wiosny 1943 roku wyeliminowało w praktyce możliwości działania radzieckich okrętów podwodnych aż do października 1944 roku. Po odblokowaniu Leningradu, postępach Armii Czerwonej na lądzie i wyjściu Finlandii z wojny po stronie Niemiec, Flota znowu odzyskała możliwości działania, ograniczone jednak w praktyce do okrętów podwodnych i małych jednostek, wspierających wysadzanie desantów taktycznych. Odnoszone sukcesy bojowe nie były jednak wielkie, a największym okrętem zatopionym przez radzieckie okręty (kutry torpedowe) był niszczyciel T-31 (typu 1939).
W latach 1944–1945 Flota wzięła udział w rozbiciu wojsk niemieckich pod Leningradem, w opanowaniu krajów nadbałtyckich, Prus Wschodnich, Pomorza. Dziesiątki tysięcy marynarzy Floty walczyło na lądzie w składzie morskich brygad. Pod koniec wojny okręty podwodne tej Floty zatopiły kilka niemieckich jednostek pływających, m.in. transportowiec Kriegsmarine MS „Wilhelm Gustloff”, transportowce MS „Steuben” i MS „Goya”.
17 maja 1954 Baza Morska Kronsztad została nagrodzona orderem Czerwonego Sztandaru, a 7 maja 1965 Flota Bałtycka została wyróżniona tym samym orderem. W czasie zimnej wojny, wobec blokady cieśnin duńskich przez okręty państw NATO, Flota Bałtycka straciła swoje znaczenie strategiczne.
W 1975 na fregacie „Storożewoj”, stacjonującej w Rydze, doszło do buntu marynarzy, którzy wystąpili przeciwko  rządom Leonida Breżniewa. W październiku 1981 doszło do incydentu międzynarodowego, gdy sowiecki okręt podwodny S-363 wszedł na skały na wodach Szwecji w pobliżu bazy w Karlskronie.

## Dowództwo
Kwatera główna dowództwa Floty Bałtyckiej znajduje się w Królewcu. Jej dowódcą jest adm. Aleksandr Michajłowicz Nosatow (Носатов, Александр Михайлович). Dowódca Floty jest jednocześnie komendantem Kaliningradzkiego Rejonu Obronnego (ros. Калининградский оборонный район), w skład którego wchodzą jednostki wszystkich rodzajów broni, stacjonujące w obwodzie królewieckim. Dowódca Floty Bałtyckiej bezpośrednio podlega ministrowi Obrony Federacji Rosyjskiej i szefowi Sztabu Generalnego Sił Zbrojnych Federacji Rosyjskiej.
Okręt flagowy dowódcy to niszczyciel proj. 956 „Nastojcziwyj” («Настойчивый»).

### Dowódcy Floty Bałtyckiej przed 1991
- 1921–1924 – Michaił Wiktorow
- 1926–1932 – Michaił Wiktorow
- 22 sierpnia 1932 – 25 stycznia 1937 – Lew Galler
- 15 sierpnia 1937 – 9 stycznia 1938 – Iwan Isakow
- 10 stycznia 1938 – 27 kwietnia 1939 – Gordiej Lewczenko
- 28 kwietnia 1939 – 15 lutego 1946 – Władimir Tribuc
- 27 stycznia 1956 – 24 listopada 1956 – Arsienij Gołowko

### Dowódcy Floty Bałtyckiej MW Federacji Rosyjskiej
- 1991–2000 – adm. Władimir Jegorow,
- listopad 2000 – 12 kwietnia 2001 – adm. Władimir Wałujew (p.o.),
- 12 kwietnia 2001 – 6 maja 2006 – adm. Władimir Wałujew,
- 6 maja 2006 – 2007 – wiceadm. Konstantin Sidienko,
- 2007 – 8 września 2009 – wiceadm. Wiktor Mardusin,
- 14 września 2009 – 2012 – wiceadm. Wiktor Czirkow[10],
- maj 2012 – 29 czerwca 2016 – wiceadm. Wiktor Krawczuk,
- od 29 czerwca 2016 – adm. Aleksandr Michajłowicz Nosatow.

## Cele i zadania
W czasach zimnej wojny doktryna wojenna ZSRR zakładała uderzenie zmasowanych sił konwencjonalnych wojsk radzieckich i państw Układu Warszawskiego na Europę zachodnią, połączone z użyciem taktycznej broni jądrowej dla zniszczenia wybranych celów wroga. Flota Bałtycka w założeniu miała wykonać uderzenie na cieśniny duńskie, w celu ich zablokowania.
Jednym z zadań Floty Bałtyckiej stał się udział w budowie Gazociągu Północnego na dnie Bałtyku i późniejsza jego ochrona. Okręty hydrograficzne tej floty wzięły udział w wyznaczaniu przebiegu tej linii, a bezzałogowe batyskafy układały jej instalacje.

## Skład i uzbrojenie

### Siły morskie
Stanowią trzon Floty Bałtyckiej. Ich zadaniem jest neutralizacja okrętów podwodnych wroga na Morzu Bałtyckim i utrzymanie niezamarzających baz dla floty rosyjskiej. W chwili obecnej nie wydaje się, by były w stanie samodzielnie opanować cieśniny duńskie.
W 2025 roku Flota Bałtycka posiadała:
- 1 niszczyciel rakietowy projektu 959 – „Nastojczywyj”
- 2 fregaty rakietowe projektu 1154 – „Nieustraszymyj” i „Jarosław Mudryj”
- 1 okręt podwodny typu Kilo (proj. 877) – B-806 „Dimitrow”
- 4 korwety wielozadaniowe typu Stierieguszczij (proj. 20380) – „Stierieguszczij”, „Soobrazitielnyj”, „Bojkij” i „Stoikij”
- 3 Korwety rakietowe projektu 22800 typu Karakut – „Ognicowo”, „Sowietsk” i „Mytiszczi”
- 2 Korwety rakietowe projektu 21631 typu Bujan-M – „Zielonyj doł”,  „Sierpuchow”, „Absolwent”, „Naro-Fomińsk” (Według niepotwierdzonych informacji ukraińskich „Sierpuchow” został uszkodzony w kwietniu 2024[13].)
- 4 Korwety rakietowe projektu 1234.1 (w kodzie NATO: Nanuchka III) – „Zyb”, „Giejzer”, „Passat” i „Liwień”
- 6 Okrętów rakietowych projektu 1241 (w kodzie NATO: Tarantul) – „Kuznieck”, „R-257”, „Zariecznyj”, „Dimitrograd”, „Morszansk” i „Czuwaszia”
- 6 Korwety ZOP projektu 133.1 – „Urengoy”, „Kazaniec”, „Zielenodolsk”, „Aleksin”, „Kałmykia” i „Kabardino-Balkaria”
- 4  Duże okręty desantowe projektu 775 – „Mińsk”, „Kaliningrad”, „Aleksandr Szabalin” i „Korolow”
- 2 Poduszkowce desantowe projektu 12322 (w rezerwie) – „Jewgienij Koczeszkow” i „Mordowija”
- 3 Kutry desantowe projektu 21820 – „Denis Dawydow”, „Liejtnant Rimskij-Korsakow” i „Miczman Lermontow”
- 3 Kutry desantowe projektu 11770 – „Aleksiej Barinow”, „Iwan Pasko” i „D-67”
- 3 Kutry desantowe projektu 1176 – „D-325”, „D-365” i „D-465”
- 1 Kuter szturmowy projektu 02510 – „D-315”
- 1 Trałowiec bazowy projektu 12700 – „Aleksandr Obuchow” i „Lew Czernawin” (7 października 2024 roku „Aleksandr Obuchow”został uszkodzony przez wywiad wojskowy Ukrainy (HUR). 18 października jednostka powróciła do służby[14].)
- 4 Trałowce bazowe projektu 1265 – „Leonid Sobolew”, „Siergiej Kołabsiew”, „Nowoczeboksarsk” i „BT-115”
- 5 Trałowców redowych projektu 10750 – „RT-57”, „RT-248”, „Wasilij Poliakow”, „Wiktor Sigałow” i „Leonid Pieriepiecz”
- ok. 60 okrętów pomocniczych.

### Wojska rakietowe
Na terenie obwodu królewieckiego stacjonuje bliżej nierozpoznana jednostka rosyjskich wojsk rakietowych, prawdopodobnie w sile brygady. Wojska rakietowe dysponują tutaj taktycznymi i taktyczno-operacyjnymi rakietami balistycznymi krótkiego zasięgu OTR-21 Toczka (w kodzie NATO: SS-21 Scarab) o zasięgu 70 km i OTR-21 Toczka-U o zasięgu 120 km. Wszystkie one mogą zostać uzbrojone w głowice nuklearne. Dla ochrony tych instalacji umieszczono 2 brygady zestawów przeciwlotniczych średniego zasięgu S-300 (90 szt).
W grudniu 2011 w obwodzie królewieckim oddano do użytku stację radiolokacyjną systemu wczesnego ostrzegania o ataku rakietowym Woroneż-DM. Przewidywano ponadto rozmieszczenie tu wyrzutni rakiet Iskander o zasięgu 500 km, zdolnych do przenoszenia taktycznej broni atomowej, odpowiednie przygotowania rozpoczęto w styczniu 2012. W kwietniu 2012 obrona powietrzna obwodu została wzbogacona w systemy rakietowe S-400, tym samym obwód uzyskał je jako drugie miejsce po Moskwie. Ponadto istnieją tu magazyny zdolne do magazynowania taktycznej broni atomowej, co oznacza, że może się ona znajdować na jego terytorium w dowolnej chwili.
W 2018 Rosjanie potwierdzili, że rakiety Iskander, znajdujące się do tej pory w obwodzie królewieckim wyłącznie na czas ćwiczeń, zostały tam zainstalowane na stałe.

### Siły lądowe
Ich zadaniem jest obrona wybrzeża, portów, stoczni i baz lotniczych przed ewentualnym desantem wroga. W krótkim czasie są gotowe do przejścia do działań zaczepnych w razie zagrożenia.
Resztki 11 Armii Gwardyjskiej sformowane w Siły Obrony Wybrzeża i Terytorium Floty Bałtyckiej, składające się z 7. Brygady Strzelców Zmotoryzowanych i 79 Brygady Strzelców Zmotoryzowanych, wzmocnionych 336 Brygadą piechoty morskiej. Jak wynika z obserwacji ćwiczeń „Zapad-99”, w razie konfliktu zbrojnego jednostki te prawdopodobnie połączą się z siłami wojsk rosyjskich stacjonującymi na Białorusi. Siły te w chwili obecnej liczą ok. 25 000 żołnierzy, są skadrowane i mają niepełne składy osobowe. Na Białorusi, w Wilejce, znajduje się Centrum Łączności Marynarki Wojennej, podległe dowództwu Floty Bałtyckiej.

### Siły powietrzne
Służą głównie do zniszczenia okrętów podwodnych wroga, osłony powietrznej działań marynarki i utrzymania baz morskich i lotniczych do czasu nadejścia sił głównych. Duża liczba samolotów uderzeniowych Su-24 i samolotów wielozadaniowych Su-27, nosicieli pocisków nuklearnych o zasięgu operacyjnym 850 km świadczy o możliwości wyprowadzenia uderzenia taktyczną bronią jądrową aż po Ren. Zdjęcia satelitarne wskazujące na obecność tutaj bombowców strategicznych Tu-22M, świadczyły prawdopodobnie o chwilowym przebazowaniu ćwiczebnym.
- 689 Gv IAP i 288 OVP 64 – 25 myśliwców przechwytujących Su-27 baza Kaliningrad Czkałowsk
- 288 Samodzielna Eskadra Śmigłowców, składająca się z maszyn Mi-24 (10) i Mi-8 (10), Kaliningrad Czkałowsk
- 4 Samodzielny Pułk Morskiego Lotnictwa Szturmowego, wyposażony w 45 samolotów Su-24, Czerniachowsk
- 396 OKPLVP (396 Samodzielna Eskadra Śmigłowców Pokładowych do Zwalczania Okrętów Podwodnych), wyposażona w 10 śmigłowców Ka-27 i 745. OPLVP (745 Samodzielna Eskadra Śmigłowców do Zwalczania Okrętów Podwodnych), wyposażona w 10 śmigłowców Ka-25, baza Donskoje
- 263 Samodzielna Eskadra Mieszana (An-26 (10) i Mi-8 (10))

Miejscami stacjonowania Floty Bałtyckiej są bazy w Kronsztadzie, Piławie i Królewcu. Jednak główne siły floty dyslokowane są w obwodzie królewieckim, gdzie znajduje się jedyny niezamarzający rosyjski port bałtycki. Okrętem flagowym Floty Bałtyckiej jest niszczyciel rakietowy „Nastojczywyj” typu Sowriemiennyj.
Pod koniec lat 90. w skład tej Floty wchodziło ok. 100 okrętów (3 niszczyciele rakietowe typu Sowriemiennyj, 26 fregat rakietowych, 9 taktycznych okrętów podwodnych) oraz ok. 230 okrętów pomocniczych. Dla osłony działań floty w obwodzie królewieckim stacjonuje 25 000 żołnierzy, w tym piechoty morskiej, a w skład Grupy Lotnictwa Floty wchodzi 70 samolotów bojowych. 3 stycznia 2001 amerykański dziennik „The Washington Times” doniósł o przerzuceniu przez Rosjan do obwodu królewieckiego dużej ilości taktycznej broni jądrowej. Głowice jądrowe rakiet balistycznych i taktyczne pociski artyleryjskie są tu składowane jeszcze od czasów radzieckich. Wprowadzając nowe siły do wsparcia Floty Bałtyckiej (w tym rakiety krótkiego zasięgu uzbrojone w głowice nuklearne), Rosjanie wykorzystali fakt, że limit traktatu o konwencjonalnych siłach zbrojnych w Europie nie dotyczy w ogóle jednostek tego typu, a układ o całkowitej likwidacji rakiet krótkiego i średniego zasięgu (INF) zakłada jedynie likwidację potencjału rakiet o zasięgu większym niż 500 km.